# Mohamed Attoumane
Mohamed Attoumane (* 9. September 1981 in Iconi) ist ein ehemaliger komorischer Schwimmer.

## Biografie
Attoumane nahm an den Olympischen Sommerspielen 2008 in Peking teil. Er trat im Wettkampf über 50 m Freistil an und belegte dort den 91. Platz.